# Magdeburger Bischofschronik
Die Magdeburger Bischofschronik (lateinisch Gesta archiepiscoporum Magdeburgensium, wörtlich Taten der Magdeburger Erzbischöfe) ist eine Darstellung der Erzbischöfe von Magdeburg vom 10. bis zum 16. Jahrhundert in lateinischer Sprache.

## Handschriften
Von der Chronik gibt es Abschriften an der Sächsischen Landesbibliothek – Staats- und Universitätsbibliothek Dresden (SLUB), der Herzogin-Anna-Amalia-Bibliothek in Weimar, der Marienbibliothek in Halle und an weiteren Standorten.

## Entstehung und Inhalt
Die Chronik wurde im späten 10. oder frühen 11. Jahrhundert begonnen und um 1142 neu revidiert. Ob dies durch den Abt Arnold von Berge, den mutmaßlichen Verfasser des Annalista Saxo oder in seinem Umfeld geschah, ist unsicher.
Die Chronik wurde danach bis 1513 mehrmals erweitert.
Die Magdeburger Bischofschronik enthält Angaben zu den Erzbischöfen von 983 bis 1513 mit detaillierten Angaben zu deren Wirken.

## Bewertung
Die Chronik ist eine wichtige Quelle für die Darstellung der Erzbischöfe und ihr Umfeld. Diese spielten als höchste geistliche Würdenträger im Osten des Reiches und als Reichsfürsten eine sehr wichtige Rolle in der Kirchenorganisation und der Politik ihrer Zeit.
Die Angaben zu den einzelnen Personen sind detailliert und scheinen weitestgehend die tatsächlichen Geschehnisse darzustellen. Die Beschreibungen von entfernteren Ereignissen sind dagegen unpräzise und teilweise fehlerhaft.

## Ausgaben
Lateinisch
- Georg Waitz u. a. (Hrsg.): Scriptores (in Folio) 14: Supplementa tomorum I-XII, pars II. Supplementum tomi XIII. Hannover 1883 (Monumenta Germaniae Historica, Digitalisat). S. 374–484.

Deutsch
- Eckhart Wilhelm Peters (Hrsg.): Magdeburger Bischofschronik. Janos Stekovics, Dößel 2006. ISBN 978-3-89923-132-8. (Inhaltsverzeichnis)